# Кучук-Аджіголь
Кучю́к-Аджджиго́ль, Кучу́к-Аджіго́ль або Кучук-Ащіголь (крим. Küçük Accıgöl) — пересихаюче солоне озеро на Ак-Монайському перешийку на території Феодосійського району. Площа — 0,326 км². Тип загальної мінералізації — солоне. Походження — лиманне. Група гідрологічного режиму — безстічне.

## Географія
Входить до  Керченської групи озер . Довжина — 0,9 км. Ширина макс — 0,77 км. Площа водозбору — 2,5 км². Довжина берегової лінії — 2,3 км. Найближчий населений пункт — село Берегове, розташоване безпосередньо захід від озера.
Кучук-Ащіголь відокремлене від Чорного моря вузьким перешийком, по якому проходить магістральна дорога М-17 (Е-97) ділянки Берегове-Приморський. Озерна улоговина водойми неправильної форми витягнута з півночі на південь, на південь улоговина розширюється. По береговій лінії улоговина має мілини. На півночі в озеро впадає широка балка сухоріччя. Озеро пересихає в літній період.
Озеро раніше було лікувальним, з цінним родовищем мулових високомінералізованих лікувальних грязей. У результаті безгосподарної діяльності людини це озеро втратило свої лікувальні властивості.
Озеро заростає водною рослинністю переважно на опріснених ділянках — в лагунах у перевисипів, в гирлах впадаючих балок, в зоні виходів підземних вод. Тут інтенсивно розвиваються різні водорості, аж до цвітіння води.
Середньорічна кількість опадів — 400—450 мм. Живлення: поверхневі і підземні води Причорноморського артезіанського басейну.